# Jerzy Piwocki

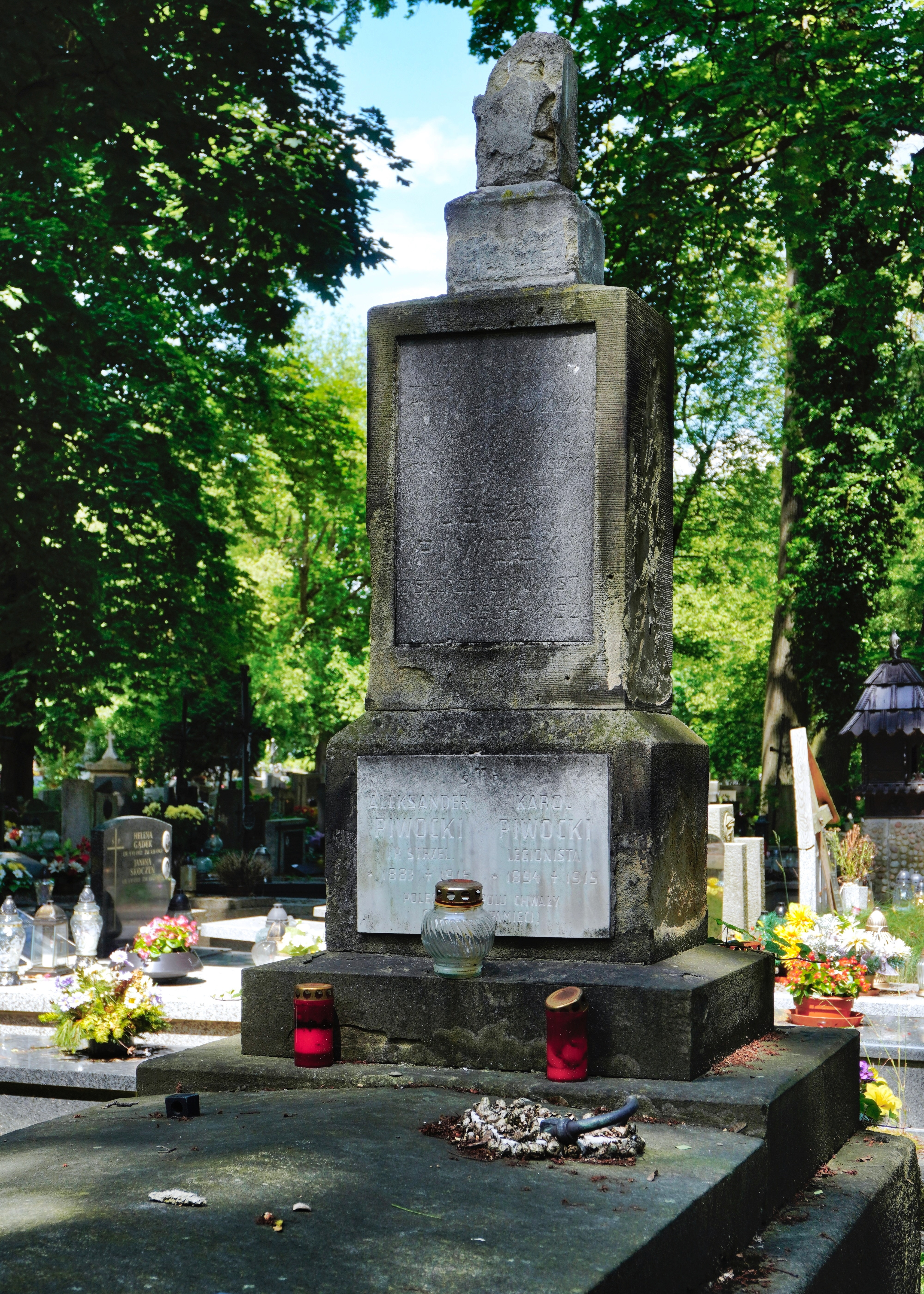
Grób Jerzego Piwockiego na cmentarzu Rakowickim w Krakowie

Jerzy Piwocki (ur. 11 października 1853 w Tarnopolu, zm. 10 czerwca 1920 w Krakowie) – prawnik, urzędnik administracji autonomicznej i państwowej w Galicji, działacz samorządowy.

## Życiorys
Ukończył Theresianum i studia prawnicze w Wiedniu. W 1877 rozpoczął pracę w Namiestnictwie we Lwowie, jako praktykant konceptowy, od 1885 komisarz powiatowy. Początkowo oddelegowany do starostwa przemyskiego (1878), potem zarządu miejskiego Buska (1880), a następnie do starostwa skałackiego (1883). Był starostą powiatowym w TrembowIi (1891–1892) i w Białej (1893–1895). W obu starostwach pełnił funkcję przewodniczącego Rady Szkolnej Okręgowej. W Białej był ponadto kuratorem Krajowej Niższej Szkoły Rolniczej w Kobiernicach oraz komisarzem rządowym bialskiej Kasy Oszczędności. Zorganizował także w Białej „Czytelnię Polską”.
Po powrocie do Lwowa w 1896 był radcą Namiestnictwa gdzie kierował referatem spraw szkolnych i członkiem Komisji Dyscyplinarnej dla pracowników administracyjnych. Był także komisarzem rządowym od 1897 Galicyjskiej Kasy Oszczędności, od 1899 Banku Hipotecznego a od 1901 Lwowskiej Izby Handlowej i Przemysłowej. Był także od 1900 członkiem dyrekcji Wyższej Szkoły Rolniczej w Dublanach. Działał w Towarzystwie Prawniczym we Lwowie, z inicjatywy którego opracował pięciotomowe kompendium dla urzędników: „Zbiór ustaw i rozporządzeń administracyjnych” (Lwów 1899–1907). Zyskało ono popularność, stąd wspierany przez Namiestnika Galicji Michała Bobrzyńskiego wraz z Władysławem Stesłowiczem i Józefem Munzem opublikował w latach 1909–1914 jego drugie znacznie poszerzone wydanie. Zbiór ten zwany „zbiorem Piwockiego” był używany przez administrację galicyjską. W tym czasie uznawany był za znawcę prawa konstytucyjnego i administracyjnego. Pełnił wówczas funkcję pośrednika pomiędzy pracodawcami a pracownikami podczas strajków rolnych w Galicji wschodniej (1902 i 1906) oraz w strajku górniczym w Borysławiu (1904). W 1905 po nominacji na radcę dworu, pracował w wiedeńskim Ministerstwie Spraw Wewnętrznych, gdzie w latach 1908–1910 piastował stanowisko szefa sekcji.
Był także kolejno właścicielem Kleparowa, Starej Wsi oraz Woli Filipowskiej. Po przejściu na emeryturę w 1910 zamieszkał w Krakowie. Udzielał się wówczas w Towarzystwie Właścicieli Nieruchomości. Był także działaczem Towarzystwa Szkoły Ludowej (TSL), gdzie od 1912 był członkiem i wiceprezesem Zarządu Głównego oraz referentem spraw finansowych i przewodniczącym Komisji Skarbowej TSL. W 1913 podjął nieudaną próbę startu w wyborach do Sejmu Krajowego jako kandydat niezależny.
Po wybuchu I wojny światowej najpierw działał w Centralnym Komitecie Narodowym, a następnie w Naczelnym Komitecie Narodowym.
Zmarł 10 czerwca 1920 w Krakowie. Został pochowany na cmentarzu Rakowickim w Krakowie.
Był mężem Anieli z Paliców (1864–1913), z którą miał pięciu synów: Aleksandra, Karola (żołnierza Legionów Polskich, który zginął w 1916), Jerzego, Tadeusza i Marcina oraz dwie córki: Annę z męża Nowicką i Helenę Marię (1887–1960), żonę Mieczysława Passakasa (1881–1941).